# 北京诺德中心

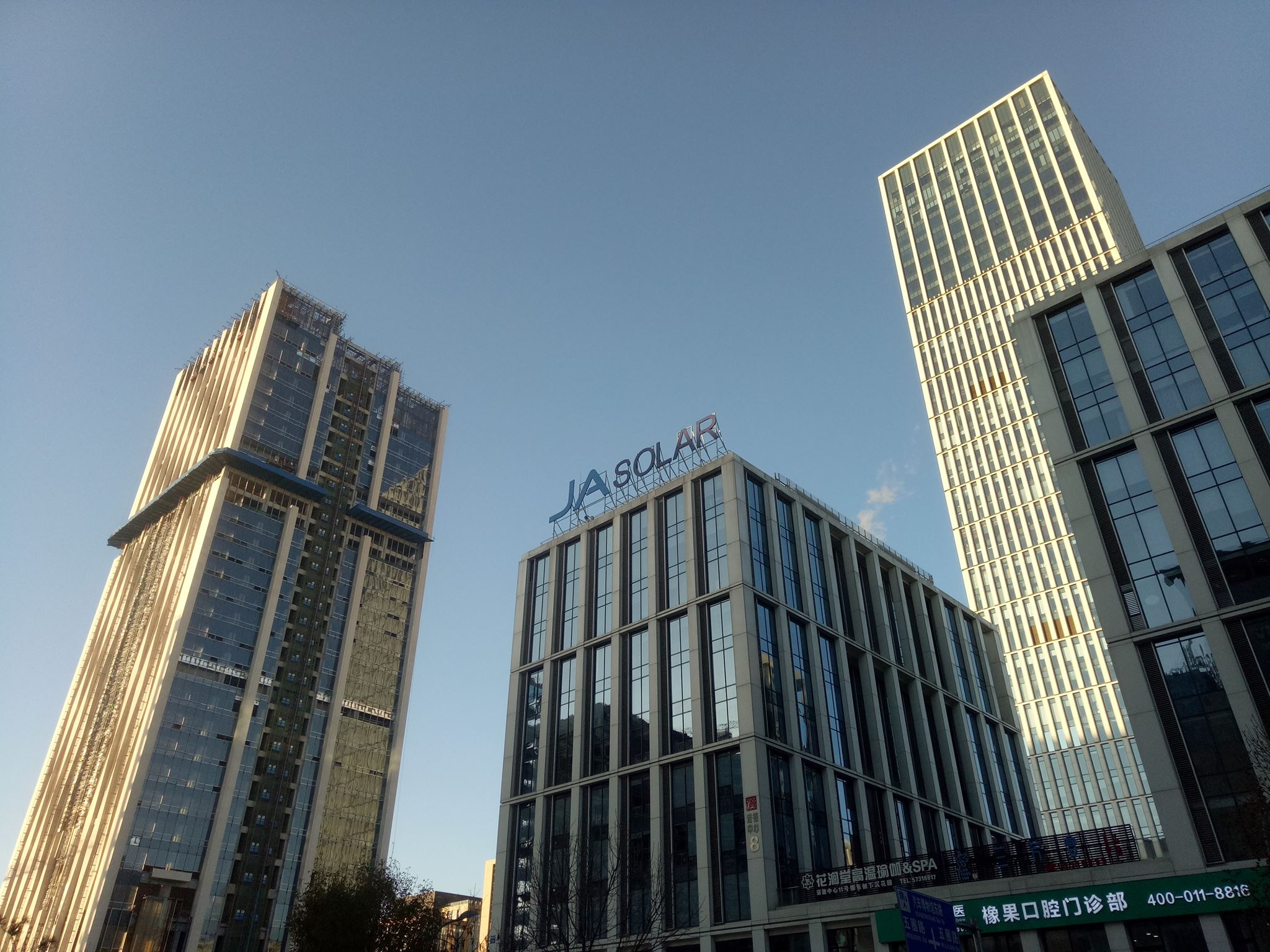
北京諾德中心一景

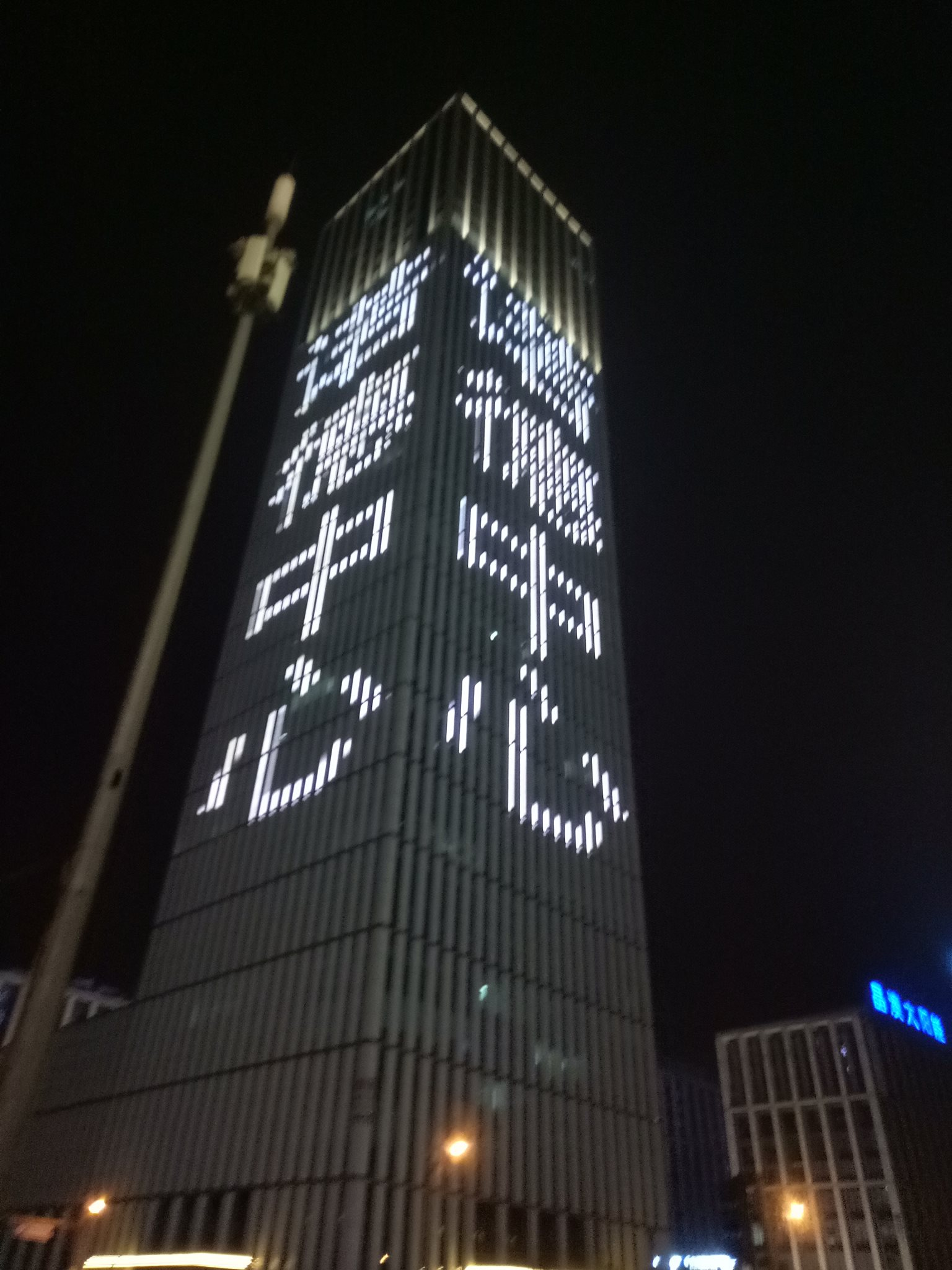
北京诺德中心

北京诺德中心位於中華人民共和國北京市豐台區豐台科技園，由中国中铁旗下中铁建工集团开发建设，总建筑面积约45万平米，內有写字楼、购物中心、会议中心、酒店等設施。

## 交通
- 北京地鐵豐台科技園站

## 鄰近設施
- 中國汽車博物館
- 盧溝橋
- 北京丰台萬達廣場

## 外部連結
- 北京诺德中心（页面存档备份，存于）